# Schweizerische Akademie der Technischen Wissenschaften
Die Schweizerische Akademie der Technischen Wissenschaften (SATW) ist eine Wissenschaftsakademie mit technischem Schwerpunkt in der Schweiz.

## Geschichte
Die SATW wurde 1981 mit Sitz in Zürich gegründet. Sie ist damit die jüngste der vier schweizerischen wissenschaftlichen Akademien.

## Zweck und Organisation
Die SATW unterstützt und vernetzt die technischen Wissenschaften regional, national und international. Mit Foren und Plattformen geht die Akademie Themen interdisziplinär an oder stärkt das disziplinäre nationale und internationale Netzwerk. Die Akademie koordiniert die Wissenschaft auch innerhalb der Hochschullandschaft Schweiz oder arbeitet mit Forschungsförderungsinstitutionen wie Innosuisse zusammen.
Die SATW ist Mitglied der Akademien der Wissenschaften Schweiz und Dachorganisation von gut 50 Verbänden und Institutionen aller technischen Richtungen sowie rund 350 Einzelmitgliedern.
Der Vorstand plant und führt die Tätigkeiten der Akademie und unterhält eine ständige Geschäftsstelle. Ein wissenschaftlicher Beirat (WBR) berät den Vorstand in wissenschaftspolitischen Belangen und bei der Planung der Akademietätigkeit. Die Mitglieder des Vorstands und des WBR werden von der Mitgliederversammlung gewählt. In einzelnen Fachgebieten setzt die Akademie Arbeitsgruppen ein.